# Devet novaka
U anime i manga serijama Naruto, Devet novaka je izraz koji se koristi za grupu Genina prve godine iz Konohagakure, koje su, unatoč svojoj neiskusnosti, za Chunin ispit predložili njihovi senseji. Grupa se sastoji od Naruta, Sakure i Sasukea iz Tima Kakashi; Shikamarua Nare, Ino Yamanaka i Chojija Akimishija iz Tima Asuma; te Kibe Inuzuke, Shina Aburama i Hinate Hyuge iz Tima Kurenai. Pošto je Might Guy namjerno svoje učenike zadržao jednu godinu kako bi mogli steći više iskustva, Tenten, Neji Hyuga i Rock Lee iz Tima Guy nisu članovi Devet novaka. Nakon Sasukeovog odlaska, ova je grupa preinačena u "Konohinih 11" za filler dio priče animea, te također uključuje i Tim Guy.
Sva tri tima, kao i tim Guy, prošli su drugi stupanj Chunin ispita, što je bilo izvanredno postignuće za Genine novake. Od tih devet, Shino, Shikamaru, Sasuke i Naruto pobijedili su u pripremnim borbama te uspjeli doći do trećeg stupnja ispita. Dok je ispit bio prekinut zbog invazije skrivenih sela Pijeska i Zvuka, Shikamaru je pokazao dovoljno vještina i inteligencije u svojoj borbi s Temari da bude promaknut u Chunina. 
Na početku Naruto: Shippuden serije, svi članovi Devet novaka, osim Naruta i Sasukea, postali su minimalno Chunini za vrijeme prekida radnje na dvije i pol godine. Naruto, koji je cijelo vrijeme bio odsutan, nije imao priliku otići još jednom na ispit, a Sasuke, nakon što je napustio Konohu nedugo nakon prvog Chunin ispita kojeg je uzeo, nije bio u mogućnosti ponovno otići na ispit. 